# 电脑键盘

电脑键盘

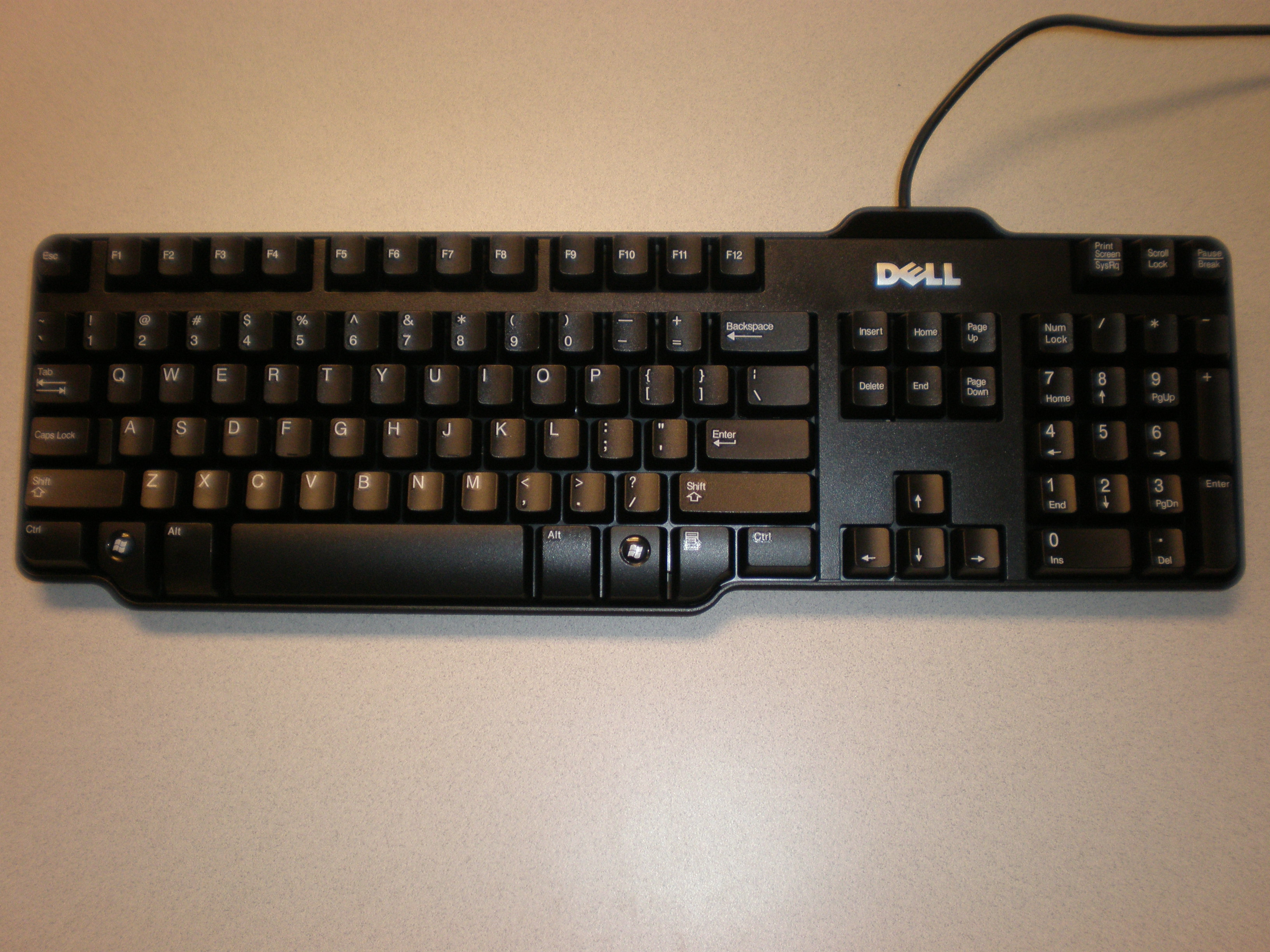
Dell SK-8115键盘

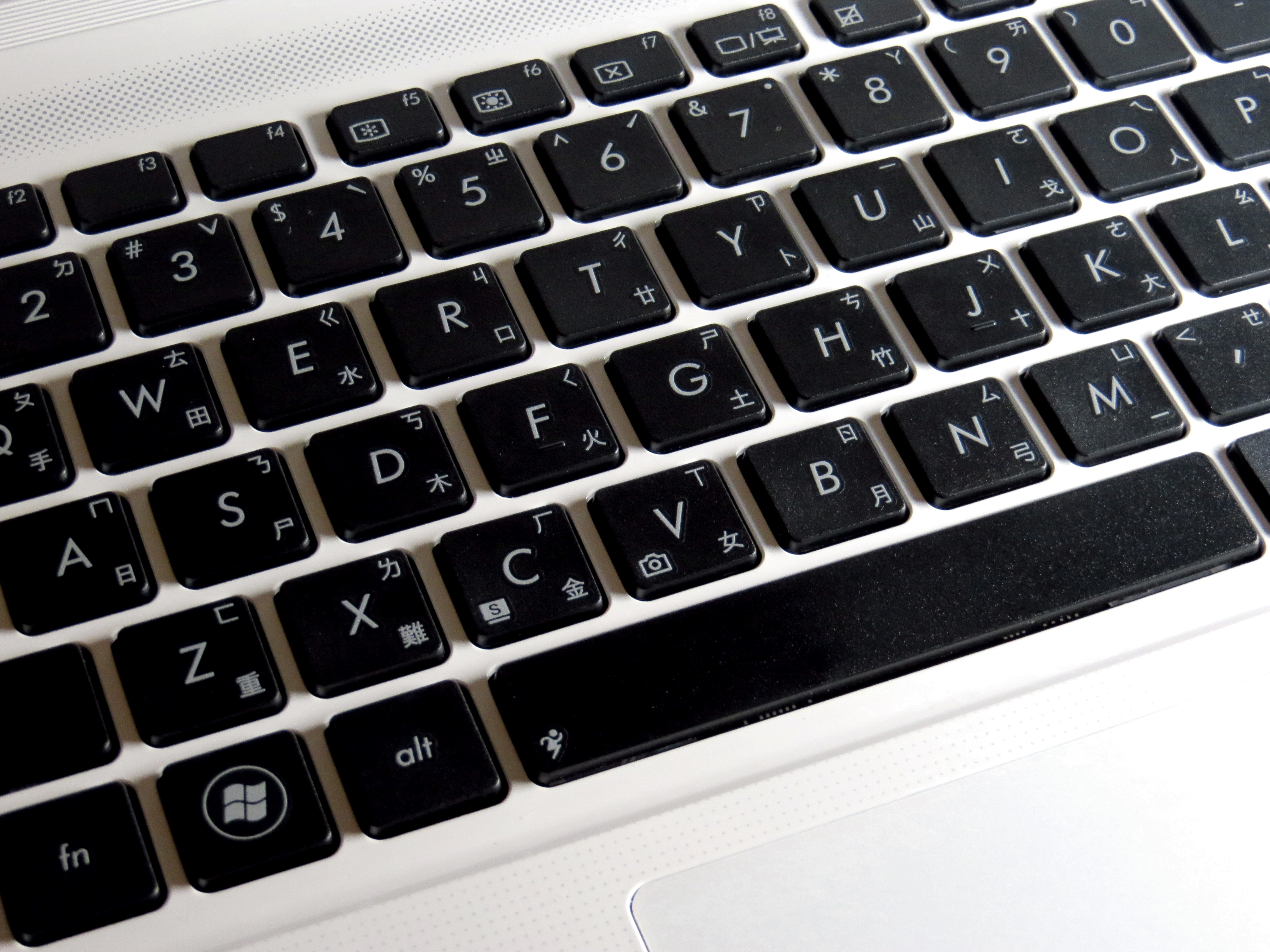
華碩K55筆記型電腦孤島式設計鍵盤

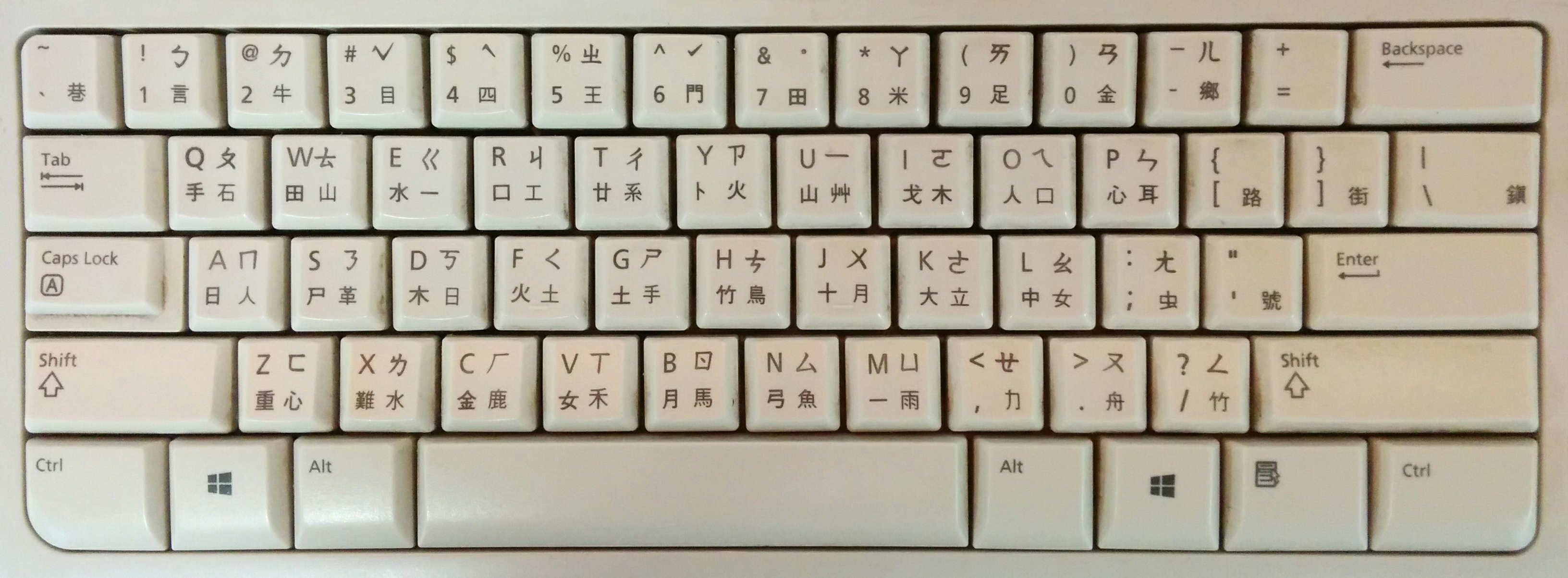
臺灣所使用的電腦鍵盤

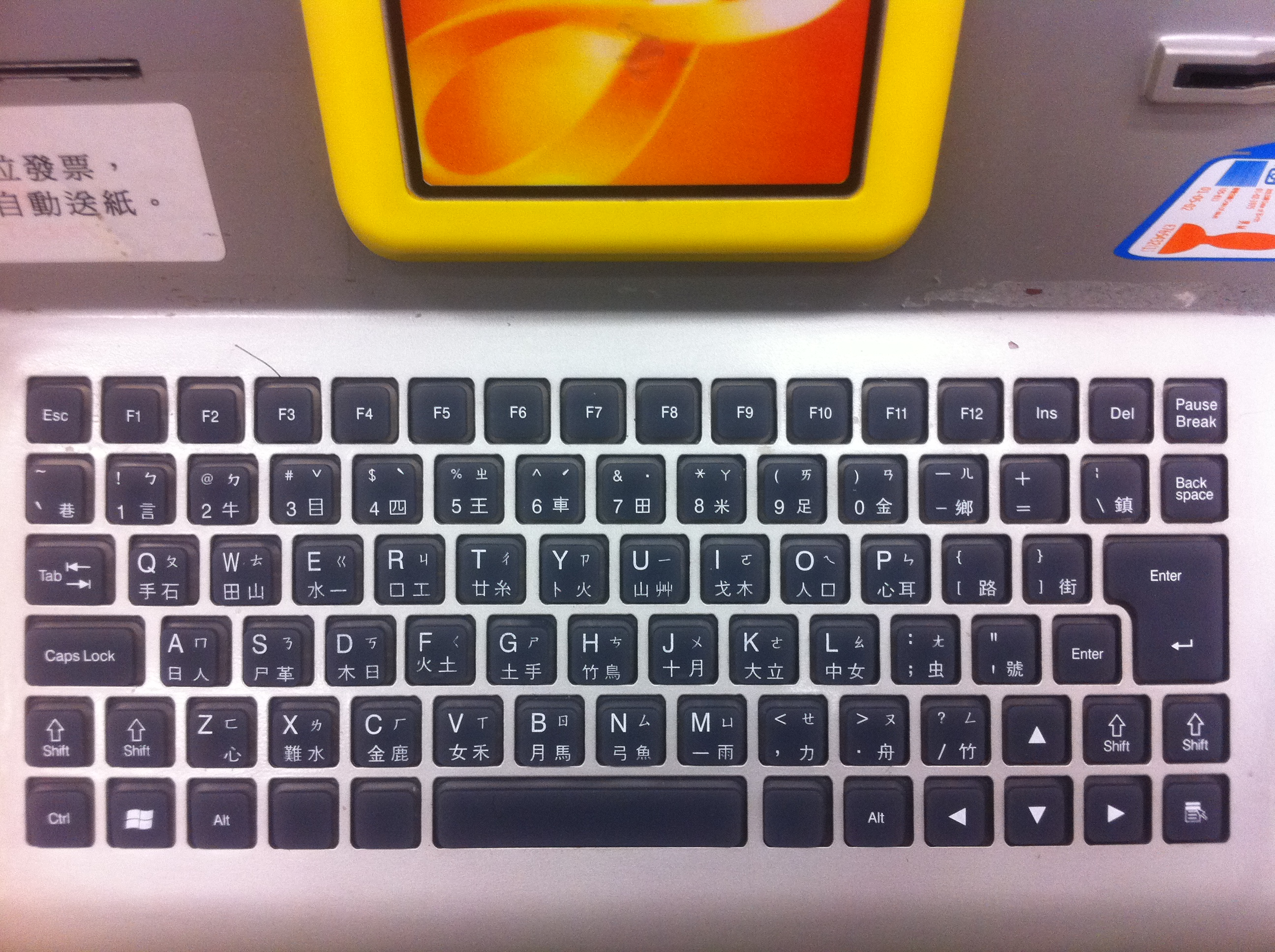
香港市政大廈供市民使用的電腦鍵盤

电脑键盘是一種打字機型態的設備，由不同鍵盤技術的按鈕與電子開關系統組合而成。主要的功能為輸入資料，並可能在電腦系統中用以操作其他機器或設備。在1970年代，電傳打字機與鍵盤取代了打孔卡與打孔帶技術，成為電腦的主要輸入與操作方式，1980年代後又加入了滑鼠。在一般使用上，鍵盤用作於輸入文本，能夠在包括文書處理、網路瀏覽器或社交媒體等應用軟體中輸入文字、數字和符號。
鍵盤依照鍵數可分為101鍵、104鍵和87键等多种类型，104比101多了Windows专用键，包含两顆Win功能键和一顆菜单，104鍵的鍵盤又稱為Windows 95鍵盤。鍵盤鍵通常會有以雕版或印刷方式刻或印的字符，按鍵每一次按下則通常會輸入與字符對應的符號，不過有些符號可能需要藉由同時或依次序按下數個不同按鍵來輸入。雖然大多數的鍵是用來輸入字母、數字或符號，但有些鍵及組合鍵則是用來執行電腦的系統命令，像是功能鍵、Fn鍵以及Microsoft Windows系統中的Ctrl+Alt+Del組合鍵。在現代電腦的技術中，按鍵所輸出的字符或指令通常由軟體決定，鍵盤發送到電腦的訊息僅是按下了鍵盤上哪一個或哪些按鍵的代碼，而不同的输入法也可能會在按下同樣鍵時定義不同的输出符号。

## 历史
1714年，亨利·米爾（Henry Mill）在英國獲得了一項機器專利，該機器的外型與打字機相似，因此可能至少在18世紀就已經有類似鍵盤的雛形出現。在1868年，有「打字机之父」之稱的美国人克里斯多福·萊瑟姆·肖爾斯，發明了美國第一台打字機並获得了专利，之後他又發明了QWERTY键盘，現今大多電腦鍵盤都用此配置。
雖然打字機可以確定是所有以「鍵」輸入文字之設備的祖先，但電腦鍵盤作為電機數據輸入和通訊設備，其技術大幅度源自電傳打字機與按鍵打孔機（keypunch），電腦鍵盤並繼承了前述設備的佈局。在1870年代，就有類似電傳打字機的設備用於股票市場，這類設備用鍵盤和電報線將文本數據鍵入並傳輸到股票行情票帶機（stock ticker），接著立即復制並顯示在票帶（ticker tape）。赫爾曼·何樂禮開發了第一種按鍵打孔機設備：打孔卡片製表機（Tabulation Machine），到了1930年代，這些設備很快的演變出類似於普通打字機的文字和數字輸入鍵。
在20世紀大部分時間裡，電傳打字機上的鍵盤在點對點通訊中擔綱很重要的角色，而按鍵打孔機上的鍵盤則擔綱了數據輸入和存儲中的角色。之後，鍵盤開始結合在計算機設計，電子數值積分計算機即結合了按鍵輸入設備和以紙張為基礎的輸出設備，而二進制自動計算機（Binary Automatic Computer，BINAC）也利用鍵盤將數據輸入到磁帶中。
到了個人電腦的時代，鍵盤一直作整合性最高的電腦周邊設備，直到1980年代滑鼠開始作為消費型電腦設備為止，相對豐富的圖形介面已取代當時的純文字電腦介面，但鍵盤仍然是人機互動的核心，即使是智慧型手機、平板電腦等採用觸控螢幕的電子設備，也使用虛擬鍵盤作主要輸入方式。

德沃夏克鍵盤

104键QWERTY键盘

## 设计

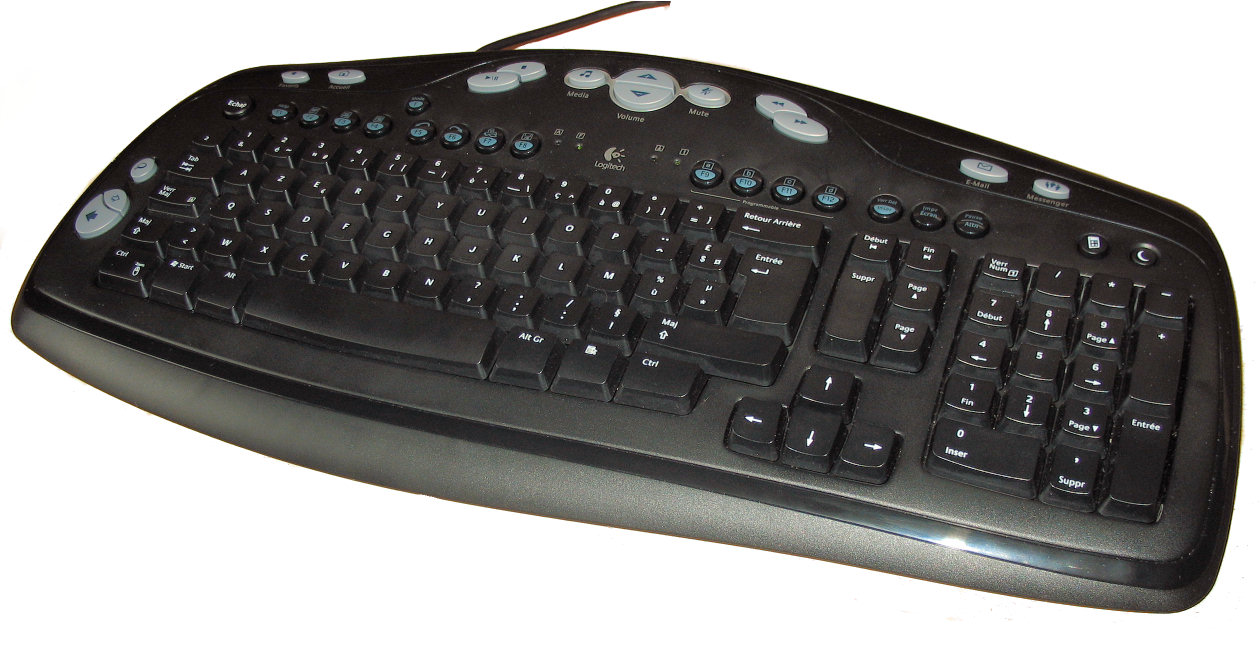
多媒體键盘

键盘的排列方式有很多种。之所以有不同的键盘排列是因为不同人使用不同语言，需要对他们最简单的方式来使用键盘。
最常见的键盘是机械打字机时代的QWERTY键盘或者近似的设计。当时打字机的键安装在摇杆上，使用频率高的键不能放得太近，以防止摇杆互相碰撞而卡住。QWERTY键盘和一眾兄弟就沿用了打字机键盘的设计，从而也为之后的电子键盘所采用。受当时技术条件所限，这种键盘设计很少考虑人体工学。现代电子学发展消弭了这些限制，德沃夏克键盘等很多新设计涌现，但没有广泛使用。
键盘的键数最初标准是101鍵，Windows键盘是104鍵，Apple键盘是79鍵，后来又发展到130鍵甚至更多。越来越多功能键增加到键盘上，如打开网页浏览器或邮件客户端。在1990年代后期，美国曾经销售过一种“因特网键盘”，将功能键设置为预定义的因特网快捷键，按下这些快捷键就可以打开浏览器进入到指定的网站。

### 连接方式
键盘连接到电脑的方式有很多种。其中包括标准的DIN连接器，通常在80486之前的主板都是这种设计，后来由PS/2连接器取代。现在应用更广的是USB连接器。早期的苹果电脑使用苹果电脑总线（ADB）作为键盘连接器。

### 新设计
标准键盘体积甚大，所有键的尺寸必须方便手指敲击。也有一些小尺寸键盘设計出現，比如Chord键盘，通过同时按下一组键来代表一顆字符，从而减少键的数量。而GKOS键盘则应用在无线设备上。另外还有一些游戏控制杆，可以输入数据和字符，也是键盘的一种变化。
有种虚拟激光投影键盘将键盘图像投射在表面上，投影仪的传感器确认“按下”什麼键，转化成相应信号给电脑或PDA设备。

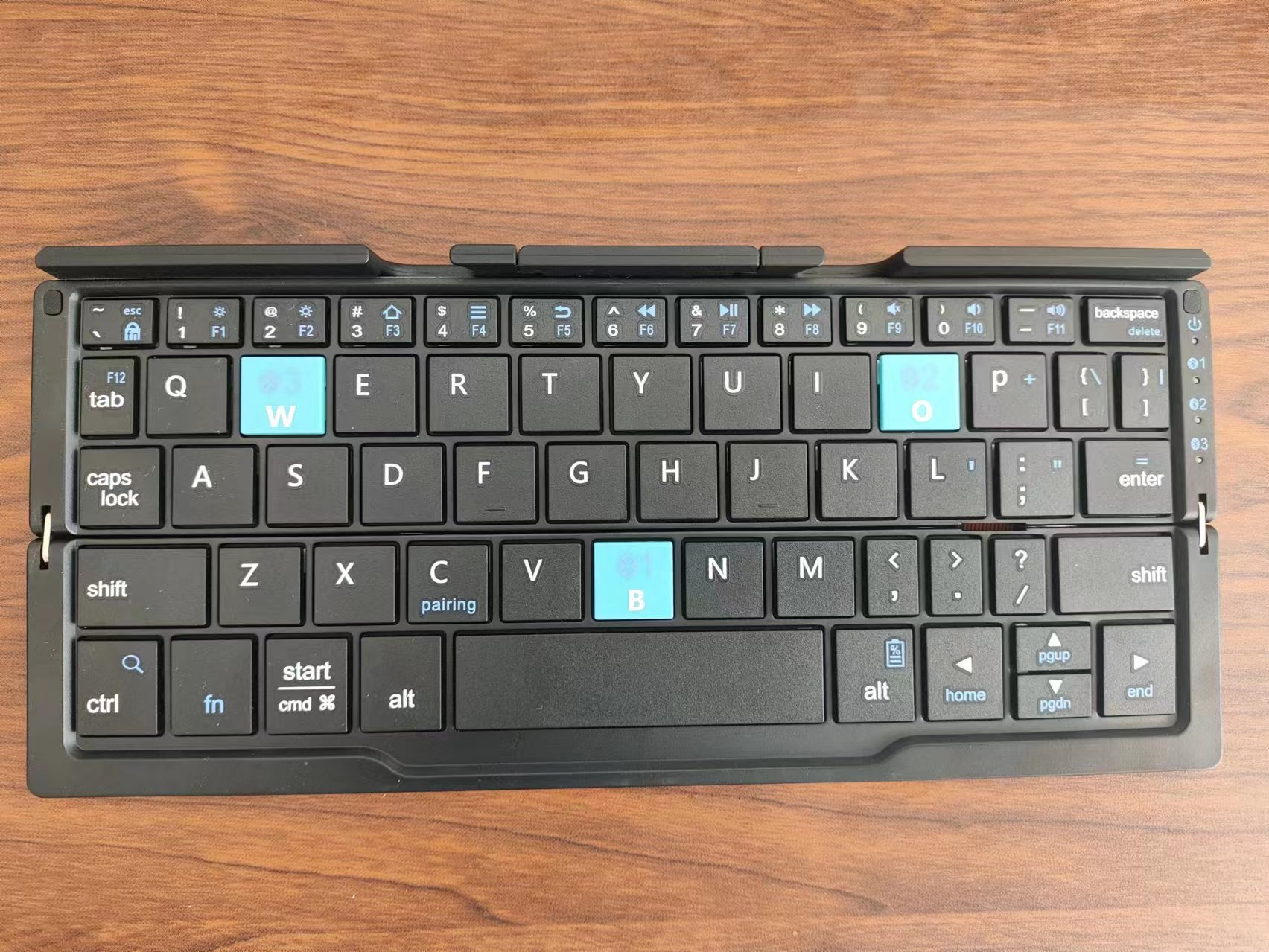
上下对折的折叠键盘

为了方便携带，有些键盘设计为对折或三折形态，称为折叠键盘。通常用蓝牙跟电脑连接使用。

### 标准
原则上，电脑键盘遵循ISO/IEC 9995标准。

## 按鍵區分
電腦所採用的鍵盤主體與英文打字機鍵盤類似，從外觀看，電腦鍵盤分為打字鍵區、功能鍵區、編輯鍵區和數字鍵區等區。实物键盘主欄食指鍵（多數是QWERTY配置的英文字母“F”和“J”，如果是其他配置則不一定）。数字键区中央的鍵（多數是“5”）会有明显的凸出物，方便输入时触摸定位。

### 打字鍵區
- 數字鍵：阿拉伯數字。

- 文字鍵：視語言而定，可以是倉頡、臺注、英字、日文假名等。

- 移位鍵：鍵盤中間部份兩側各有一顆移位鍵。按鍵有兩個符號時先按住移位鍵可輸出按鍵上方的符號。

- 符號鍵：代表數學符號的加、減、乘、除和乘方。

- 空白鍵：通常是鍵盤最長的鍵，按下輸入空白字元。

- 退位鍵：刪除游標左方的字元，後面所有的字也往前移。

- 大小寫轉換鍵：轉換英文字母大小寫。（鍵盤右上方燈會亮起與消失）

- 換行鍵：又稱為輸入鍵，將輸入的命令或資料送進電腦處理。

- 控制鍵：與其他鍵配合產生控制功能。如先按住不放再按下可複製檔案或資料夾。

- 轉換鍵：控制鍵的一种，可轉變按鍵原有的功能。

### 功能鍵區
鍵盤有12顆功能鍵於鍵盤上方，可爲不同軟體設定常用功能或命令。

### 數字鍵區
通常在鍵盤右方，可輸入數字或瀏覽。
1. 鎖數鍵：用來切換數字鍵和編輯鍵的功能。
2. 插入鍵：插入和置換兩種輸入模式的切換鍵。
3. 刪除鍵：把游標處的字向右刪。
4. 換行鍵：和打字鍵區的換行鍵功能相同。

### 瀏覽／編輯鍵區
通常在打字鍵區與數字鍵區間，用以瀏覽頁面或編輯內容；有方向鍵、插入鍵、刪除鍵、首位鍵、尾位鍵、上頁鍵、下頁鍵等。
1. 方向鍵：可使游標上、下、左、右移動。
2. 插入鍵：插入鍵。
3. 刪除鍵：刪除鍵。
4. 首位鍵：將游標移到該列首位，或將頁面翻到最頂。
5. 尾位鍵：將游標移到該列的最後字元右方，或將頁面翻到最底。
6. 退出／跳離鍵：用來退出目前執行的功能，或取消輸入。
7. 上頁鍵：使螢幕往上翻頁。
8. 下頁鍵：使螢幕往下翻頁。

### 鍵數
- 104鍵：最常見的全鍵數版本。
- 107鍵：編輯鍵區移下一行，END貼着↑，頂行增加三顆功能鍵。
- 108鍵：沒有數字區上的三顆LED，變成四顆功能鍵。
- 101鍵: 比104鍵的版本少了3顆功能鍵、1顆選單鍵，多了Fn鍵，這種形式常在有數字鍵盤的15吋笔记本电脑出現。
- 87鍵：沒有數字區的104鍵版本

## 分類
- 根據開關設計分類
  - 機械式（Mechanical）

全部按鍵都有獨立的機械觸點開關（switch），利用柱型彈簧提供按鍵的回彈力，用金屬接觸觸點來控制按鍵的觸發。
  - 薄膜式（Membrane）

鍵盤有一整張雙層膠膜，膠膜提供按鍵回彈力，按下時按鍵處碳心于線路的接觸來控制按鍵觸發，成本十分低，市面絕大部份鍵盤都是薄膜鍵盤。
  - 導電橡膠式（Conductive Rubber）
  - 無接點式（Non-contact Switch）
    - 磁感应无接点式（Magnetic Sensing Non-contact Switch）。
    - 无接点静电容量式（Capacitives）。

- 根據鍵帽印字方法分類
  1. 無刻印
  2. 油墨印刷
  3. 镭射印刷
  4. 二色成型
  5. 熱昇華印刷

打字
- 字母数字键盘，带有字母和数字的打字键盘。
  - 技术分类：打字机键盘、电脑键盘
  - switch分類：薄膜式鍵盤、機械式鍵盤、導電橡膠鍵盤、靜電式鍵盤
  - 键盘布局：QWERTY、AZERTY、QWERTZ、德沃夏克键盘、MALT鍵盤
  - 著名产品：IBM PC键盘、Optimus键盘

### QWERTY键盘
将键盘规范成现在这种的“QWERTY”键盘按键布局，是因为一开始打字机的键盘是完全按照字母顺序排列的，而打字机是机械结构的打字机器，因此如果打字时速度过快，某些键的组合非常容易出现卡键问题。是克里斯托夫·拉森·肖尔斯（Christopher Latham Sholes）解决了这问题，他发明了QWERTY键盘的布局，他将最常用的几顆字母安置在相反方向，以此最大限度放慢打字时敲键速度，从而避免卡键。克里斯托夫·拉森·肖尔斯在1868年爲此设计申请专利，1873年采取这种布局的第一台商用打字机成功地投放市场。
但是，实际使用时人们发现，QWERTY的键盘按键布局方式效率非常低，例如：一般情况下人们惯用右手，但使用QWERTY结果的键盘，卻使左手负担了57%的工作量。两隻小拇指及左无名指（右无名指呢？）都是没有力气的手指，却要频频使用。使用率仅占打字工作三成左右的字母排放在键盘中列，常要上下往复移动手指，就只为了打一个单词。
在1888年全美举行了公开打字比赛，法院速记员马加林按明确指法分工盲打，速度非常快，而且错误仅有万分之三，在场人都惊讶不已。据记载，当时马加林得到的奖金是500美元，从这以后很多人开始效仿这种打字方法，盲打技术在专业打字领域大行其道，在美国也开始出现了专门培养打字员的学校。

### 非英语键盘
除了英文输入时需要把较常用的键分开外，其他语言的打字机也需要这样处理，而每一种语言常用的键均不同，例如法语：
| e   | t  | i    | n    | s    | a    | r    | o    | l    | u    | d    | c    | é    |
| --- | -- | ---- | ---- | ---- | ---- | ---- | ---- | ---- | ---- | ---- | ---- | ---- |
| 14% | 9% | 8.2% | 7.9% | 7.5% | 7.3% | 6.5% | 6.4% | 5.7% | 5.2% | 4.6% | 3.5% | 2.7% |

於是就有了AZERTY键盘（面向法语用户）和QWERTZ键盘（面向德语用户）等。另外，日文的鍵盤會增加用於日文輸入法切換的按鍵，具備這樣功能的鍵盤在標準的104鍵之外還會多四顆按鍵。

### DVORAK式键盘
由于上述的盲打技术的广泛使用，打字机的打字速度基本可以满足日常工作的需要了。然而，华盛顿人德沃拉克（Dvorak）在1934年，又发明了一种新的键盘排列方法。这种设计的键盘使左右手能交替敲击键盘，可以缩短一半的训练周期，平均打字速度也提高了约1/3。
DVORAK式键盘布局原则是：
1. 尽量让左右手交替来击打键盘，避免单手连击；
2. 将越排击键平均移动距离尽量缩短；
3. 将最常用到的字母排列在导键的位置上。

Windows中已经内置了对“DVORAK”键盘的支持，点击“控制面板－键盘”，进入“输入法区域设置”选项，接着单击“添加”按钮，将“输入法区域设置”设置为“英语（美国）”，并在“键盘布局/输入法”栏内找到“美国英语-DVORAK”，确认后，便變成“DVORAK”键盘。

### MALT键盘
后来，莫尔特（Lillian Malt）又设计了比“DVORAK”键盘更加合理、高效的“MALT”键盘。莫尔特改变了原本交错的字键行列，“后退键”（Backspace）及其它原本远离键盘中心的键更容易触到，打字时拇指的使用频率也更高了。但“MALT”键盘并没能得到广泛地应用。

### 數字鍵盤
數字鍵盤又稱九宮鍵盤，會計人員方便使用，不需额外安裝程式。

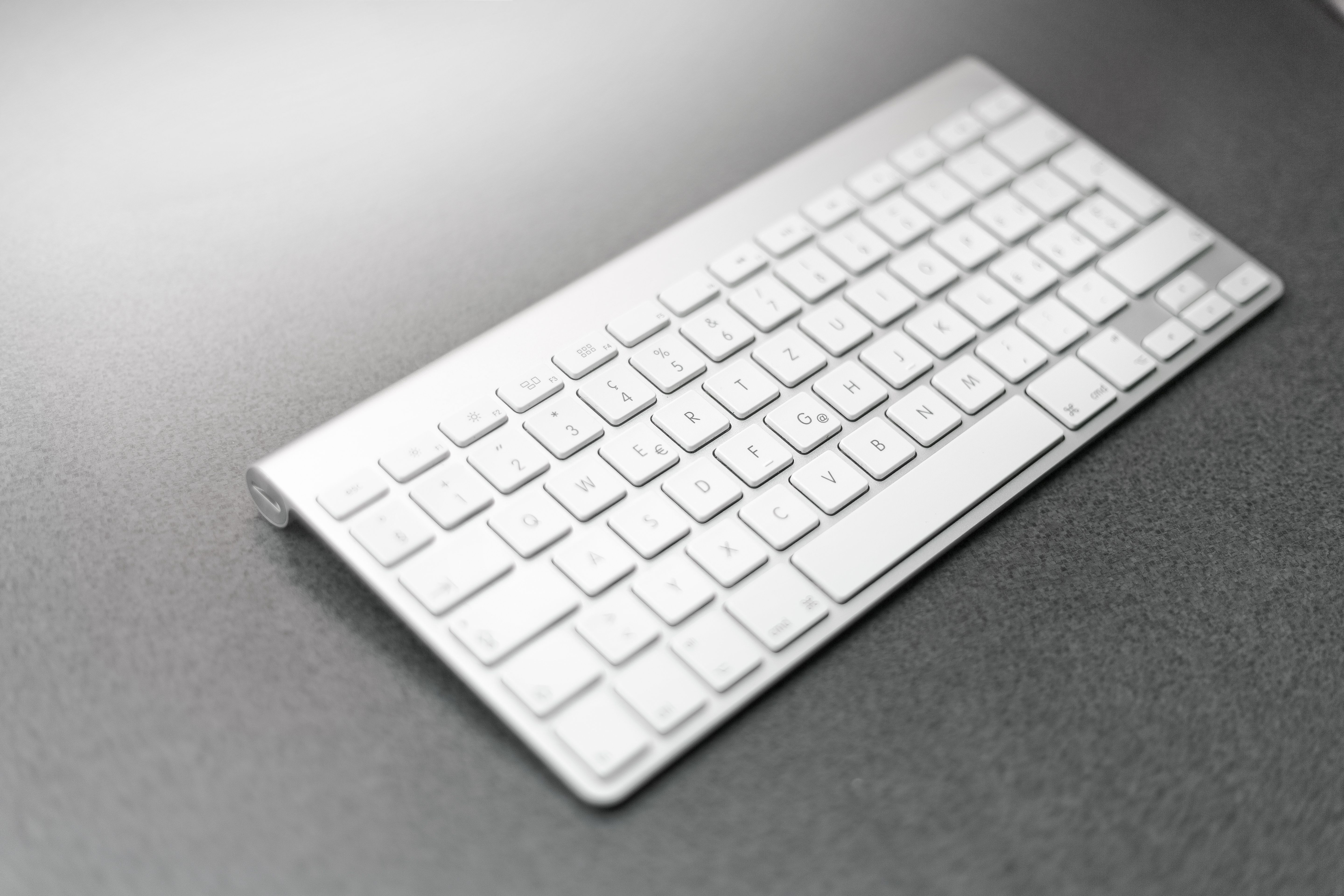
無線鍵盤

### 無線傳送式鍵盤
無線傳送
- 紅外線傳送，使用紅外線技術的無線鍵盤，因紅外線收發器並非現時智能設備及電腦之基本裝置，紅外線傳送已很少產品會採用。
- 藍牙傳送，使用藍牙技術的無線键盘。
- 2.4GHz、5GHz無線傳送，利用2.4GHz或5GHz無線電波作傳送，因並沒有標準規格，使用時必須插上廠商提供之收發器，曾經是最流行之無線鍵盤傳送技術，但藍牙裝置普及，藍牙傳送逐漸取代之。

无线键盘使用方便，现在越来越流行，但要电池才可運作，无线訊號亦易窃听，会带来安全隐患。另外，無綫鍵盤並不受遊戲玩家歡迎，主因是精確度及遊戲用途的功能都不及有綫鍵盤。

### Apple標準鍵盤

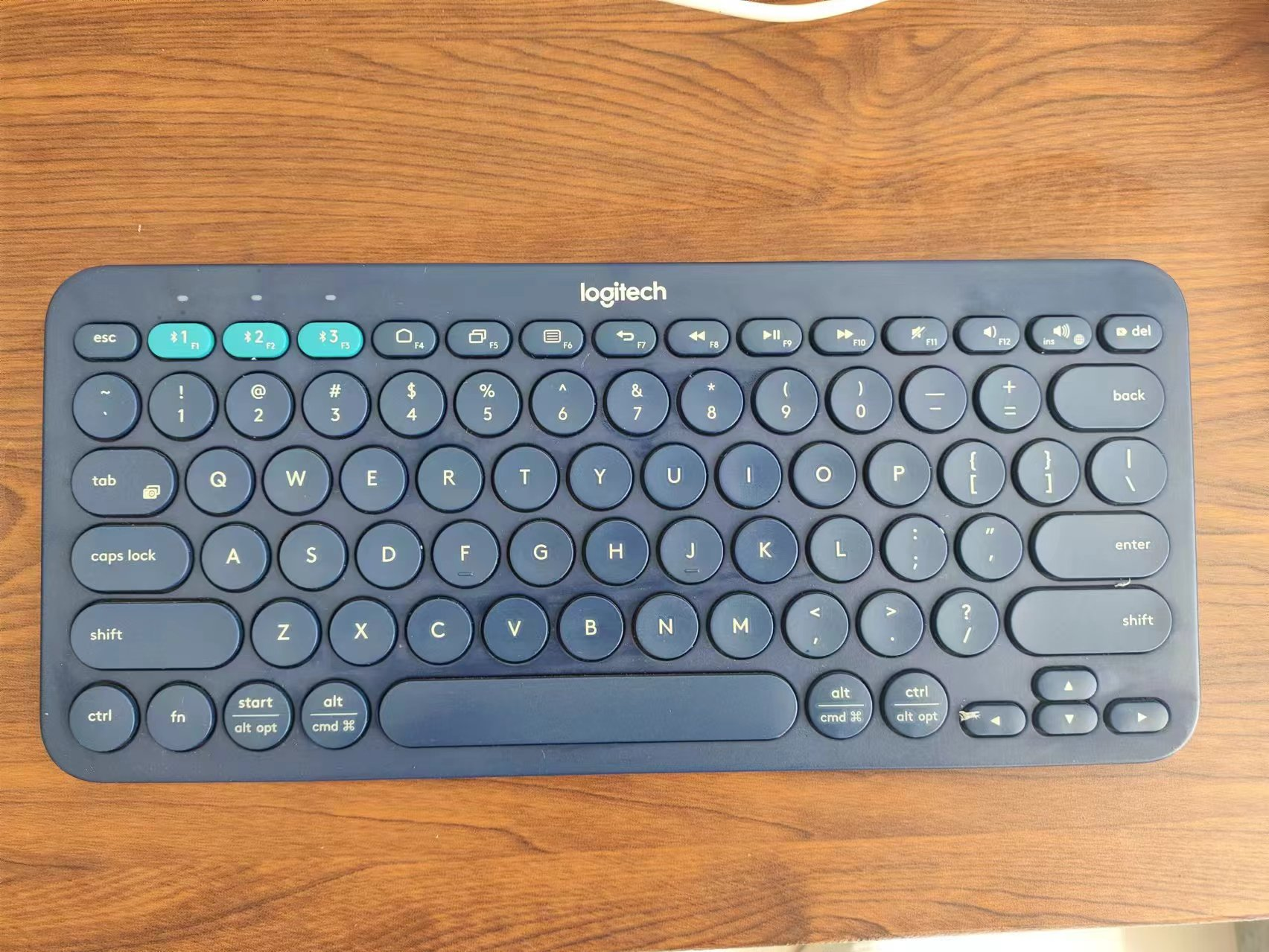
适配苹果电脑的罗技蓝牙键盘

苹果电脑使用的键盘与普通PC的有些许差异，比如1980年代麥金塔電腦的键盘上有“苹果键”，上面标有标志，“command⌘”键后来取代苹果键。

## 用法
通常，键盘用来输入文本到文本编辑器、文字处理器或者其他文本工具。
现在的电脑把解释键值转换的工作交给了软件。键盘给每一个物理的键定义了对应的键值，然后将所有的输入报告给控制软件，由软件决定相应的输出。

### 命令
键盘也用来输入电脑命令。IBM PC最著名的例子莫过于Ctrl+Alt+Del组合。现在的Microsoft Windows的版本中，按下这三个键，将出现对话框，包括当前任务，关机等选项。而Linux，MS-DOS和WINDOWS早期版本中，Ctrl+Alt+Del这组合对应的命令就是重启。

### 游戏
键盘是电脑游戏的主要控制方式之一。方向键或者重定义为方向键的一组键（如WASD四个键）用来控制游戏角色的移动。在很多游戏中，很多键可以根据玩家的喜好来定义。

## 参见

電腦配件圖中13是鍵盤安裝位置

## 键分类
电脑键盘上的键通常分成以下几类：